# Copa de Nacions de l'OFC
La Copa de Nacions de l'OFC (en anglès: OFC Nations Cup) és un torneig de futbol que té lloc cada quatre anys entre les seleccions membres de la Confederació de Futbol d'Oceania (OFC).

## Resultats
| Any          | Amfitrió         | Final        | Final              | Final            | Partit per tercer lloc                                      | Partit per tercer lloc                                      | Partit per tercer lloc                                      |
| Any          | Amfitrió         | Guanyador    | Marcador           | Segon            | Tercer                                                      | Marcador                                                    | Quart                                                       |
| ------------ | ---------------- | ------------ | ------------------ | ---------------- | ----------------------------------------------------------- | ----------------------------------------------------------- | ----------------------------------------------------------- |
| 1973 Detalls | Nova Zelanda     | Nova Zelanda | 2–0                | Tahití           | Nova Caledònia                                              | 2–1                                                         | Noves Hèbrides                                              |
| 1980 Detalls | Nova Caledònia   | Austràlia    | 4–2                | Tahití           | Nova Caledònia                                              | 2–1                                                         | Fiji                                                        |
| 1996 Detalls | (sense amfitrió) | Austràlia    | 6–0 5–0            | Tahití           | Nova Zelanda Salomó                                         | (sistema de lliga amb final)                                |                                                             |
| 1998 Detalls | Austràlia        | Nova Zelanda | 1–0                | Austràlia        | Fiji                                                        | 4–2                                                         | Tahití                                                      |
| 2000 Detalls | Tahití           | Austràlia    | 2–0                | Nova Zelanda     | Salomó                                                      | 2–1                                                         | Vanuatu                                                     |
| 2002 Detalls | Nova Zelanda     | Nova Zelanda | 1–0                | Austràlia        | Tahití                                                      | 1–0                                                         | Vanuatu                                                     |
| 2004 Detalls | Austràlia        | Austràlia    | 5–1 6–0            | Salomó           | Nova Zelanda                                                | (sistema de lliga)                                          | Fiji                                                        |
| 2008 Detalls | (sense amfitrió) | Nova Zelanda | (sistema de lliga) | Nova Caledònia   | Fiji                                                        | (sistema de lliga)                                          | Vanuatu                                                     |
| 2012 Detalls | Salomó           | Tahití       | 1–0                | Nova Caledònia   | Nova Zelanda                                                | 4–3                                                         | Salomó                                                      |
| 2016 Detalls | Papua New Guinea | Nova Zelanda | 0-0 4-2 (penaltis) | Papua New Guinea | Nova Caledònia Salomó (Sense partit per la tercera posició) | Nova Caledònia Salomó (Sense partit per la tercera posició) | Nova Caledònia Salomó (Sense partit per la tercera posició) |
| 2024 Detalls | Vanuatu          | Nova Zelanda | 3-0                | Vanuatu          | Tahití                                                      | 2-1                                                         | Fiji                                                        |

## Palmarés
|   |                  | Campió                                  | Subcampió             | Tercer                | Quart                       |
| - | ---------------- | --------------------------------------- | --------------------- | --------------------- | --------------------------- |
| 1 | Nova Zelanda     | 6 (1973, 1998, 2002, 2008, 2016 i 2024) | 1 (2000)              | 3 (1996, 2004 i 2012) |                             |
| 2 | Austràlia        | 4 (1980, 1996, 2000 i 2004)             | 2 (1998 i 2002)       |                       |                             |
| 3 | Tahití           | 1 (2012)                                | 3 (1973, 1980 i 1996) | 1 (2002 i 2024)       | 1 (1998)                    |
| 4 | Nova Caledònia   |                                         | 2 (2008 i 2012)       | 3 (1973, 1980 i 2016) |                             |
| 5 | Salomó           |                                         | 1 (2004)              | 3 (1996, 2000 i 2016) | 1 (2012)                    |
| 6 | Vanuatu          |                                         | 1 (2024)              |                       | 4 (1973, 2000, 2002 i 2008) |
| 7 | Papua New Guinea |                                         | 1 (2016)              |                       |                             |
| 8 | Fiji             |                                         |                       | 2 (1998 i 2008)       | 2 (1980, 2004 i 2024)       |